# Lancaster Classic
El Lancaster Classic va ser una competició ciclista d'un dia que es disputava al voltant de Lancaster a l'estat de Pennsilvània, als Estats Units. Al llarg de la seva història va tenir diferents noms, i formava part de la Commerce Bank Triple Crown of Cycling juntament amb la Reading Classic i la Philadelphia Cycling Classic. Formava part també del calendari de l'UCI Amèrica Tour i de l'USA Cycling Professional Tour.

## Palmarès
| Any                                 | Vencedor           | Segon                  | Tercer               |
| ----------------------------------- | ------------------ | ---------------------- | -------------------- |
| Hamilton Bank Classic               |                    |                        |                      |
| 1992                                | Roberto Pelliconi  | Phil Anderson          | Stefano Casagrande   |
| 1993                                | Arvis Piziks       | Phil Anderson          | Roberto Gaggioli     |
| 1994                                | Andrea Peron       | Bobby Julich           | Dario Bottaro        |
| 1995                                | Fred Rodriguez     | Bart Bowen             | Bobby Julich         |
| 1996                                | Christopher Horner | Tyler Hamilton         | Marty Jemison        |
| Corestates Invitational             |                    |                        |                      |
| 1997                                | Chann McRae        | Trent Klasna           | Jonathan Vaughters   |
| 1998                                | Frankie Andreu     | Lance Armstrong        | Cezary Zamana        |
| First Union Invitational            |                    |                        |                      |
| 1999                                | Jakob Piil         | Michael Barry          | George Hincapie      |
| 2000                                | Trent Klasna       | Michael Sandstod       | Fred Rodriguez       |
| 2001                                | Léon van Bon       | George Hincapie        | Trent Klasna         |
| 2002                                | David Clinger      | Chris Wherry           | Tom Leaper           |
| Wachovia Invitational               |                    |                        |                      |
| 2003                                | Jakob Piil         | Mark McCormack         | Julian Dean          |
| 2004                                | Max van Heeswijk   | Francisco José Ventoso | Fred Rodriguez       |
| 2005                                | Gregory Henderson  | Fred Rodriguez         | Iván Domínguez       |
| Wachovia Cycling Series - Lancaster |                    |                        |                      |
| 2006                                | Jackson Stewart    | Juan José Haedo        | Serguei Lagutin      |
| Commerce Bank Lancaster Classic     |                    |                        |                      |
| 2007                                | Bernhard Eisel     | Serguei Lagutin        | Frank Pipp           |
| Commerce Bank Lehigh Valley Classic |                    |                        |                      |
| 2008                                | Iuri Metluixenko   | Karl Menzies           | Charles Bradley Huff |